# Erlenbach (Donau)
Der Erlenbach (oder Erlbach) ist ein linker Zufluss der Donau bei Erbach (Donau) im Alb-Donau-Kreis in Baden-Württemberg.

## Geographie

### Verlauf
Die Quelle Hexenbrunnen des kleinen Baches liegt etwa 0,4 km westlich des Ortsrandes von Ringingen in den Sätzenäckern. Von dort aus durchfließt er zunächst in ostsüdöstlicher Richtung den Süden des Ortes, wendet sich dann nach Südosten und läuft zwischen zwei Waldstücken etwa entlang der L 240. Weiterhin mehr oder weniger nahe dieser Landesstraße fließt er nun ostwärts durch Bach und dann bis an den Ortsrand von Erbach, wo er von links und Nordwesten her den ähnlich langen, aber unbeständiger Wasser führenden Hangelbach aufnimmt, seinen bedeutendsten Zufluss. Nachdem der Erlenbach das Siedlungsgebiet der Stadt durchquert, die Bahnstrecke Friedrichshafen–Ulm gekreuzt und das jenseits ihrer liegende Gewerbegebiet durchlaufen hat, mündet er zwischen Baggerseen nahe der Kläranlage von links in die Donau.
Die Kleinstadt Erbach ist der größte Ort im Einzugsgebiet. Sie hat sich in den letzten Jahrhunderten hauptsächlich am Erlenbach und rund um den Schlossberg entwickelt. Nach der geplanten Innenstadtsanierung soll es am Erlenbach begrünte Plätze, Freiflächen sowie einen Weg geben.

### Einzugsgebiet
Der Bach hat ein fast 40 km² großes Einzugsgebiet im Hochsträß, einem Teil des Naturraums Mittlere Flächenalb. Es gibt vergleichsweise wenige dauerhaft offene Wasserläufe. Im Untergrund liegt, anders als sonst in der Mittleren Flächenalb, vor allem wie jenseits der Donau im Voralpenland Molasse. Der größte Zufluss Hangelbach trägt fast die Hälfte des Einzugsgebietes bei.

### Zuflüsse
Hierarchische Liste, jeweils von der Quelle zur Mündung. Auswahl.
- (Bach aus dem Bachertal), von links und Westen kurz nach Erbach-Ringingen, 1,4 km
- Lauentalgraben, von rechts und Westen kurz vor Erbach-Bach, 1,4 km
- Kleiner Graben, von rechts und Süden in Bach, 0,6 km
  - Bubgraben, von links und Südwesten am Ortsrand von Bach, 0,6 km
    - Bubseitengraben, von links und Südwesten gegenüber dem Ortsrand von Bach, 0,2 km
- Schleiche, am Unterlauf auf Erbacher Gebiet Hangelenbach oder Hangelbach, von links und insgesamt Nordwesten am Westrand von Erbach, 8,2 km und 19,4 km
  - (Wassergraben Erstetten), von links und Norden nahe Blaubeuren-Erstetten, 1,1 km
  - Pappelaugraben, von rechts und Westen auf der Stadtgrenze von Blaubeuren zu Erbach, 2,0 km
  - Steintalgraben, von rechts und Westnordwesten nach dem Waldgebiet um den Mittellauf der Schleiche, 4,1 km
Hat oberhalb einer Versickerungsstrecke ein ihn unterirdisch speisendes Bachsystem
  - Marxweilergraben, von links und Ostnordosten kurz vor Erbach, von LR,  km
  - Hinterer Hangelbach, von rechts und Nordwesten am Ortsrand von Erbach, 0n5 km
  - Merzenbeundgraben, von links und Nordosten, 0,9 km
    - (Zulaufgraben), von links und Nordosten gegenüber dem Ortsrand von Erbach,  km
- Schwarzer Graben, von rechts und Westsüdwesten am Westrand von Erbach, 1,4 km

## Der Bach als Namensgeber
In Erbach gibt es eine Erlenbachstraße, eine Erlenbachhalle sowie ein Erlenbachcenter.

### LUBW
Amtliche Online-Gewässerkarte mit passendem Ausschnitt und den hier benutzten Layern: Lauf und Einzugsgebiet des Erlenbachs

Allgemeiner Einstieg ohne Voreinstellungen und Layer: Daten- und Kartendienst der Landesanstalt für Umwelt Baden-Württemberg (LUBW) (Hinweise)
1. ↑  Höhe nach dem Höhenlinienbild auf dem Hintergrundlayer Topographische Karte.
2. ↑  Höhe nach grauer Beschriftung auf dem Hintergrundlayer Topographische Karte.
3. ↑  Länge nach dem Layer Gewässernetz (AWGN).
4. ↑  Einzugsgebiet nach dem Layer Aggregierte Gebiete 05.

### Andere Belege
1. ↑  Hans Graul: Geographische Landesaufnahme: Die naturräumlichen Einheiten auf Blatt 179 Ulm. Bundesanstalt für Landeskunde, Bad Godesberg 1952. → Online-Karte (PDF; 4,8 MB)
2. ↑  Geologie nach den Layern zu Geologische Karte 1:50.000 auf: Mapserver des Landesamtes für Geologie, Rohstoffe und Bergbau (LGRB) (Hinweise)